# Anchitherium
Anchitherium es un género extinto de équidos. Aparecen en Norteamérica en el Mioceno Inferior, y se extendieron por Europa y Asia, dando lugar al género Sinohippus. Al igual que otros géneros de équidos ya desaparecidos, poseía tres dedos en cada extremidad. Medía unos 60 centímetros a la cruz.

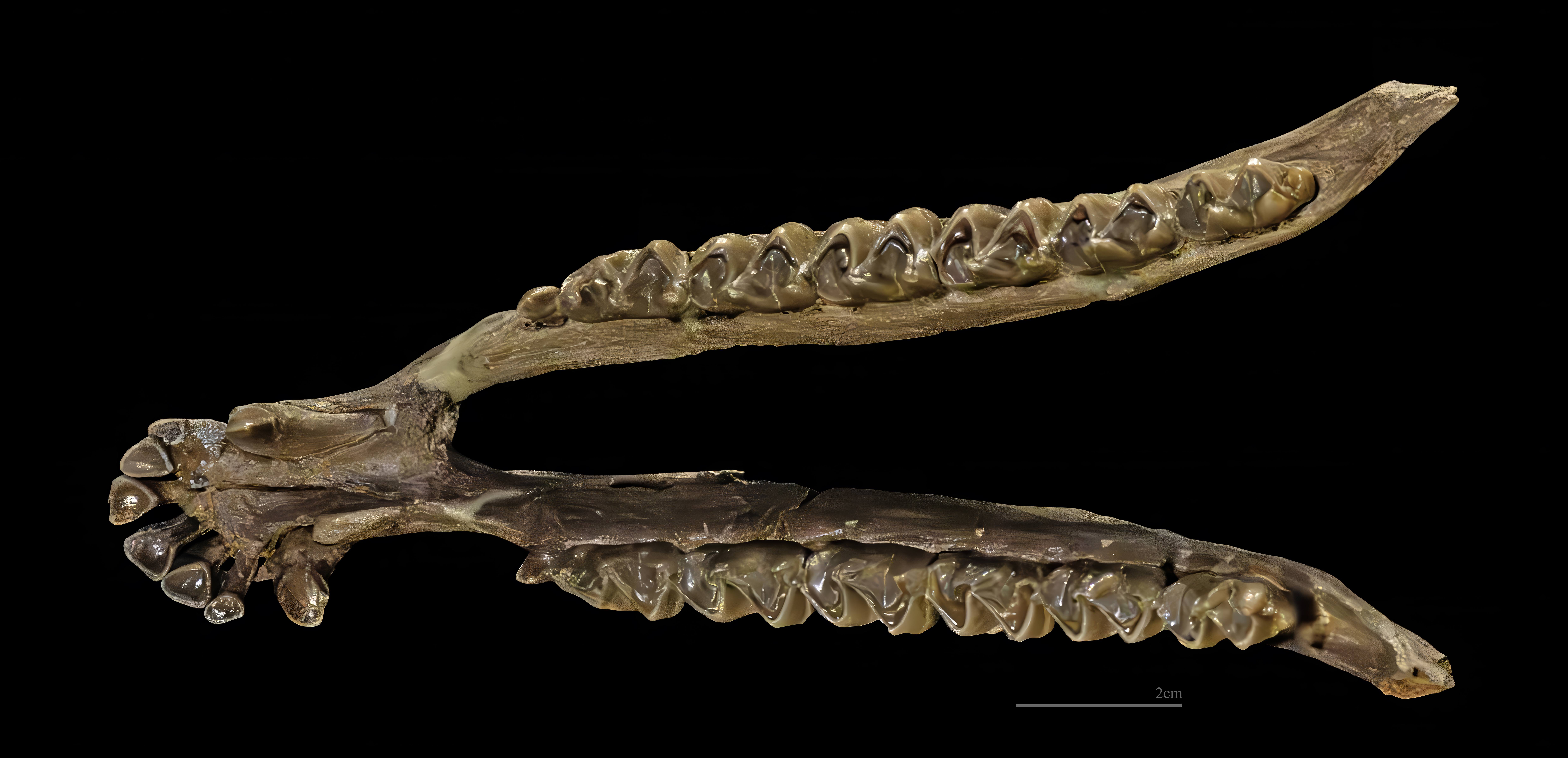
Anchitherium aurelianense - Mandíbula completa - Burdigaliense MHNT